# Tunten zwecklos
Tunten zwecklos ist ein deutscher Dokumentarfilm von Mirek Balonis und Jutta Riedel aus dem Jahr 2021 über die aus homosexuellen Freunden bestehende Gruppe der Hamburger Bollenmädels. Der Film feierte seine Uraufführung am 21. Oktober 2021 bei den Lesbisch Schwulen Filmtagen Hamburg – International Queer Film Festival und lief ab dem 9. November 2023 in ausgewählten deutschen Kinos.

## Handlung
Der Film begleitet über einen längeren Zeitraum die Gruppe der Hamburger Bollenmädels und porträtiert ihre neun Mitglieder. Animierte Sequenzen ergänzen filmische Beobachtungen und Interviews, in denen es unter anderem um ihre Kindheit, ihr (frühes oder spätes) Coming-out, die Beziehung zu ihren Eltern, ihre Sexualität, Erfahrungen in der westdeutschen Schwulenszene, die Diskriminierung und Stigmatisierung von Homosexuellen durch die Gesellschaft, die Gewalt gegen sie, das Aufkommen von Aids und die damit verbundene Stimmungsmache und Repressionen durch Politik und Medien gegenüber homosexuellen Menschen geht. Auch ihre Rolle in der queeren Community heutzutage thematisieren die Bollenmädels. Einer der Protagonisten sagt, dass er als Schwuler „zum alten Eisen“ gehöre und die Bezeichnung „schwul“ für jüngere LGBTQI „zu einseitig“ sei. Diese würden den Begriff „queer“ vorziehen.
Die Hamburger Bollenmädels repräsentieren viele Homosexuelle, die in den frühen 1980er Jahren ihr Coming-out in der westdeutschen Provinz durchlitten haben und dem dortigen konservativen Klima entflohen sind. Ein Mitglied der Gruppe stellt provokativ die Frage in den Raum, ob Tunten aus Sicht anderer Homosexueller „die Schwulen repräsentieren“ können. Denn Tunten zwecklos, der Titel des Filmes, stand früher häufig in den Kontaktanzeigen der schwulen Printmedien. Folgende Schilderungen der Bollenmädels legen nahe, dass Tunten neben der gesamtgesellschaftlichen Diskriminierung auch von Teilen der westdeutschen Schwulenszene abgelehnt wurden.
Die meisten der aktuellen Gruppenmitglieder lernten sich Ende der 1980er Jahre in Hamburg kennen und wurden Freunde. Sie üben ganz unterschiedliche Berufe aus. Im Jahr 1995 gründeten die Männer dann im Rahmen des Christopher Street Days die Gruppe. Neben monatlichen Treffen treten sie jährlich beim Hamburg Pride, dem Hamburger CSD, aber auch in verschiedenen Hamburger Clubs und Szenetreffpunkten gern als Schwarzwaldmädel auf, aber auch in variantenreichen selbstgestalteten Kostümen, die jedoch immer eine optische Referenz an das ursprüngliche Bollenmädelkostüm haben.
Das Engagement der Bollenmädels für eine offene und freie Gesellschaft hält bis heute an. So schenkte die Gruppe im Jahr 2018 auf offizielle Einladung hin dem Manneken Pis ein selbstgeschneidertes Dirndl mit Bollenhut. Das Dirndl der Bollenmädels ist das erste weibliche Kostüm in der 400-jährigen Geschichte des Brüsseler Wahrzeichens Manneken Pis. Die Einkleidung vor Ort entwickelte sich spontan zu einem multikulturellen Straßenfest. Dieses Ereignis bildet auch den Abschluss des Dokumentarfilmes.

## Produktion
Die Filmemacher Mirek Balonis und Jutta Riedel realisierten Tunten zwecklos mit ihrer Kölner Produktionsfirma Trawa Film. Von Juli 2018 bis März 2020 fanden die Dreharbeiten dafür in Belgien und Deutschland statt. Das Geld für die Produktion und den Verleih des Filmes erhielten sie durch eine Startnext-Crowdfunding-Kampagne und von der Film- und Medienstiftung NRW.

## Rezeption

### Kritiken
Dies bisherigen Kritiken zum Film waren positiv. So hielt das LGBTI-Onlinemagazin Queer.de,  Tunten zwecklos für einen der „spannendsten Filmen des Jahres“ 2022.  Und Toby Frei von den ka-news lobte die „feinfühligen Interviews“ der beiden Filmemacher.

### Stimmen
Auch einige prominente Kulturschaffende äußerten sich lobend über den Film. Ihre Kommentare sind zum Teil im Pressematerial zum Film enthalten.
So gewann der Regisseur und Drehbuchautor Wieland Speck durch den Film folgende Erkenntnis: „Ich wusste nichts von den Bollenmädels und so ist euer (an die Filmemacher adressiert) Film ein schönes Stück Historie und zeitgenössische Geschichte.“ Und er stellt außerdem fest: „Ich finde es sehr wichtig die subkulturellen Puzzleteile und damit Zusammenhänge von Emanzipation aufzuzeigen ohne die es keine grössere Bewegung gäbe. Die Animationen heben das Ganze auch auf eine allgemeingültigere Ebene und die hergeleiteten Einzelgeschichten der Protagonisten ergeben zudem ein Bild der Herkunftsgesellschaften, zu denen der Wandel von Familienverständnis gehört wie der Film aufzeigt.“
Der Mitbegründer der politischen Schwulen- und Lesbenbewegung in der Bundesrepublik Deutschland und Filmemacher Rosa von Praunheim empfahl den Film für ein Kinopublikum und lobte ihn als „hervorragendes und liebevolles Porträt über die originelle Freundes- und Aktionsgruppe ‚Bollenmädels‘ aus Hamburg.“
Für die Medientheoretikerin Claudia Reiche aus Hamburg war Tunten zwecklos ein „politischer Film vom Feinsten“, bei dem die Erzählungen der Mitglieder der Hamburger Bollenmädels „zu den verschiedenen Themen so scharf zusammengestellt waren, dass sich die Geschichte der Gruppe fast wie die eines (starken, verschlungenen, freundlichen und wilden) Wesens entziffern liess – geformt von den Zumutungen und Chancen ihres historischen Moments“ und bei dem endlich „das Publikum mal nicht unterschätzt und ohne belehrenden Gestus Kontext vermittelt“ wurde. Der Film sei außerdem auch beeindruckend „in der Offenheit, Verletzbarkeit, die in den Erzählungen rüberkam.“ Danach ließe „sich freier atmen“, so Reiche.

## Auszeichnungen (Auswahl)
- 2022: Jurypreis in der Kategorie Bester Dokumentarfilm beim rumänischen Wallachia International Film Festival
- 2022: Preis Best first time director documentary beim französischen Festival du Cinema de Paris
- 2022: Zweiter Platz, Publikumspreis bei der Schwulen Filmwoche Freiburg
- 2023: Preis Best LGBTQ beim tschechischen Brno Film Festival
- 2023: Preis Best Queer beim spanischen C L I M A X Festival Internacional de Cinema Independiente
- 2023: Preis Best feature-length Documentary beim schottischen Filmfestival Close:Up Edinburgh Docufest